# 1196 a.C.
Il 1196 a.C. (MCXCVI a.C. in numeri romani) è un anno  del XII secolo a.C.

## Avvenimenti
- Secondo il calcolo di Tucidide, avvenne la caduta di Troia[1]